# Cervona Hirka, Makariv
Cervona Hirka (în ucraineană Червона Гірка) este un sat în comuna Andriivka din raionul Makariv, regiunea Kiev, Ucraina.

## Demografie
Componența lingvistică a localității Cervona Hirka
     Ucraineană (96,72%)
     Rusă (3,28%)
Conform recensământului din 2001, majoritatea populației localității Cervona Hirka era vorbitoare de ucraineană (96,72%), existând în minoritate și vorbitori de rusă (3,28%).